# インターカレッジコープ
インターカレッジコープ (Intercollege Co-op) は、大学生協を設置していない大学・短期大学・専門学校の学生に対してそのサービスを提供できるようにするために設けられた大学生協である。

## 概要
各インターカレッジコープは、原則としてそれぞれの組合に加入した者のみが利用することができる。加入することができる資格は各生協の定款に定められている。インターカレッジコープには、加入資格を、指定する区域内に住所を有する大学生、短期大学生、専門学校生、大学教職員、短期大学教職員、専門学校教職員（東京インターカレッジコープなど）のように住所によって規定している生協と、大阪府一円の生協未設立大学、短期大学、専門学校、附属教育研究施設等の高等教育機関の職域（大阪インターカレッジコープ）のように所属する機関等によって規定している生協がある。これは、生協は対象となる区域を地域（特定の地域に居住する者）または職域（特定の団体・組織等に所属する者）のいずれかとすることと生協法で規定されており、前者は対象を地域、後者は職域として設置されているためである。